# Paradoxornis de Gould
Paradoxornis flavirostris
Espèce
Statut de conservation UICN

 VU  : Vulnérable
Le Paradoxornis de Gould (Paradoxornis flavirostris) est une espèce d'oiseaux de la famille des Paradoxornithidae.
Son aire s'étend à travers le Nord-Est indien.